# Леканто (Флорида)
Леканто (англ. Lecanto) — статистически обособленная местность, расположенная в невключённой территории Биверли-Хиллс (округ Ситрус, Флорида, США) с населением в 5161 человек по статистическим данным переписи 2000 года.

## География
По данным Бюро переписи населения США статистически обособленная местность Леканто имеет общую площадь в 69,93 квадратных километров, водных ресурсов в черте населённого пункта не имеется.
Статистически обособленная местность Леканто расположена на высоте 14 м над уровнем моря.

## Демография
| Год переписи        | Нас. |  | %±     |
| ------------------- | ---- |  | ------ |
| 1990                | 1243 |  | —      |
| 2000                | 5161 |  | 315,2% |
| 1990–2000 источник: |      |  |        |

По данным переписи населения 2000 года в Леканто проживало 5161 человек, 1369 семей, насчитывалось 1861 домашнее хозяйство и 2095 жилых домов. Средняя плотность населения составляла около 73,8 человек на один квадратный километр. Расовый состав населённого пункта распределился следующим образом: 93,88 % белых, 2,96 % — чёрных или афроамериканцев, 0,76 % — коренных американцев, 0,76 % — азиатов, 0,02 % — выходцев с тихоокеанских островов, 1,20 % — представителей смешанных рас, 0,43 % — других народностей. Испаноговорящие составили 2,71 % от всех жителей статистически обособленной местности.
Из 1861 домашних хозяйств в 25,8 % воспитывали детей в возрасте до 18 лет, 61,8 % представляли собой совместно проживающие супружеские пары, в 7,9 % семей женщины проживали без мужей, 26,4 % не имели семей. 22,0 % от общего числа семей на момент переписи жили самостоятельно, при этом 11,7 % составили одинокие пожилые люди в возрасте 65 лет и старше. Средний размер домашнего хозяйства составил 2,43 человек, а средний размер семьи — 2,81 человек.
Население статистически обособленной местности по возрастному диапазону по данным переписи 2000 года распределилось следующим образом: 20,5 % — жители младше 18 лет, 6,3 % — между 18 и 24 годами, 23,4 % — от 25 до 44 лет, 27,1 % — от 45 до 64 лет и 22,6 % — в возрасте 65 лет и старше. Средний возраст жителей составил 45 лет. На каждые 100 женщин в Леканто приходилось 105,6 мужчин, при этом на каждые сто женщин 18 лет и старше приходилось 101,4 мужчин также старше 18 лет.
Средний доход на одно домашнее хозяйство статистически обособленной местности составил 40 826 долларов США, а средний доход на одну семью — 46 987 долларов. При этом мужчины имели средний доход в 30 625 долларов США в год против 27 296 долларов среднегодового дохода у женщин. Доход на душу населения статистически обособленной местности составил 40 826 долларов в год. 5,3 % от всего числа семей в населённом пункте и 9,1 % от всей численности населения находилось на момент переписи населения за чертой бедности, при этом 13,8 % из них были моложе 18 лет и 4,8 % — в возрасте 65 лет и старше.